# Petnja
Petnja je slatkovodno umjetno jezero smješteno na južnoj strani Dilja u općini Sibinj u Brodsko-posavskoj županiji.

## Opis
Jezero se nalazi 3,5 km sjeverno od Sibinja i 7 km sjeverozapadno od Slavonskog Broda. Jezero je nastalo 1968. godine izgradnjom brane, a svrha mu je bila navodnavanje rižinih polja u Jelas polju koje nije zaživjelo. Petnja se snabdjeva vodom petnaest izvora, a glavni je izvor istoimeni potok Petnja koji izvire iz Vidovog brda.
Sjeverno od ovog zaštićenog lokaliteta, a nedaleko izvora potoka Petnje, nalazi se nekoliko manjih špilja, među kojima najzanimljiviji erozivni oblik čini kanjon Pljuskara koji, uz špilju, obuhvaća i tri slapa na potoku.
Jezero je Petnja privlačno kako izletnicima tako i svim ljubiteljima prirode. Sa svojih 8 m dubine i preko dvadeset vrsta riba (među kojima su šaran, amur, som, pastrmski grgeč, štuka, smuđa i klena) popularna je i ribarska destinacija tokom cijele godine.